# Пеки, Патрис Эми
Патрис Эме Пеки (фр. Patrice Peki, род. 19 октября 1995, Москва) — российский регбист, играющий на позиции фланкера (третья линия) в команде «ВВА-Подмосковье»

## Биография
Отец — дипломат из Конго, мать русская. Получил свое имя в честь Патриса Лумумбы. Первоначально занимался футболом, был капитаном сборной города Москвы по футболу 2008 года. В 14 лет перешел в регби и переехал с мамой в Зеленоград.

### Карьера игрока
Дебютировал в регби за клуб «Зеленоград», где своей игрой привлек внимание тренеров сборной по регби-7, и получил предложение перейти в «ВВА-Подмосковье», однако отказался от перехода, так как честно признался тренерам, что между спортом и учёбой выберет учёбу.
В 2016 году, сам изъявил желание пойти на повышение и попробовать свои силы на высоком уровне, подписал профессиональный контракт с «ВВА-Подмосковье». Быстро доказал свою профпригодность и стал игроком стартового состава. В сезоне — 2016 отметился пятью попытками.

### Карьера в сборной
В 2014 привлекался в сборную до 19 лет, с которой участвовал в Первенстве Европы по регби (U19), занял 4-е место.
В 2014 был вызван на учебно-тренировочный сбор команды по регби-7, будучи игроком любительского клуба «Зеленоград». В 2015 году получил вызов в сборную по регби-7. Дебютировал в матче против Новой Зеландии. В 2016 году занес свою первую попытку опять в матче с новозеландцам.
С 2019 года привлекается к сборам и играм за сборную России по регби-15.